# Милан Бањац
Милан Бањац (Дрвар, 11. фебруар 1886 — Рисовац, 16. јун 1941) био је јереј СПЦ и парох у Дрвару.

## Биографија
Богословско- учитељску школу је завршио у Призрену, а за ђакона и свештеника је рукоположен 1910. рукоположен у Бањој Луци. Послије тога је службовао у двије парохије. Током Првог свјетског рата био је утамничен у Араду, а од 1918. до 1941. био је парох у Дрвару. Одликован је орден Светог Саве V реда.
Усташе су га, заједно са још тридесетак угледних Срба из Дрвара, ухапсиле  14. јуна 1941. Најприје су одведени у Босански Петровац, па 16. јуна код једне пећине на Рисовој греди. Ту су сви убијени и бачени у пећину. Преживјели свједоци су причали да су Милана Бањца највише мучили. Одрезали су му руке, уши и нос. Док су му сјекли нос и уши, гурали су му одсјечене дијелове и говорили „Лижи попе, твоју пасју крв“. Заједно са њима у исту јаму је тада бачен и свештеник Милан Голубовић.
На редовном засиједању Светог архијерејског сабора СПЦ, 20/07. маја 2003. године, на предлог Епископа бихаћко-петровачког, убројан је у сабор светих свештеномученика Цркве Божије. Помен свештеномученику Милану (Бањцу) Дрварском је 26. маја/08. јуна. 